# 줄 바꿈 없는 공백
줄 바꿈 없는 공백(non-breaking space, no-break space, required space, hard or fixed space, 줄여서 NBSP) 또는 단어 잘림 방지 공백, 줄 바꿈하지 않는 공백은 공백 문자의 한 형태로, 현 위치에서 자동 줄 바꿈(워드랩)을 막는 데 쓰인다. 고정 공백이라고도 한다.

## 설명
NBSP를 포함하는 문자열이 줄의 맨 끝에 오면서도 길이가 너무 길어서 줄을 맞출 수가 없을 때 (NBSP가 연결하는 문자열을 포함하여) 모든 문자열을 다음 줄로 옮긴다. 이는 단순히 공백을 추가하는 것과는 대조되는 것이며 문서 작성기에서 기본으로 제공하는 일반적인 문자열 자동 줄 바꿈 기능도 이에 해당한다고 할 수 있다.

## 인코딩
- 유니코드, ISO/IEC 10646에서 NBSP는 U+00A0이다.
- ISO/IEC 8859에서 NBSP는 0xA0이다.
- KOI8-R에서 NBSP는 0x9A이다.
- EBCDIC에서 NBSP는 0x41이다.
- CP437, CP850에서 NBSP는 0xFF이다.
- SGML와 HTML에서, 문자 참조 &nbsp; 또는 숫자 참조 &#160; 또는 &#xa0;는 NBSP를 대표한다.
- 위키텍스트에서 문자열 참조 &nbsp;는 NBSP를 대표한다.
- TeX에서, 물결표시 (~)는 고정 공백을 나타내는 데 쓰인다.
- ASCII에서 줄 바꿈 방지 공백은 없다.

## 같이 보기
- 자동 줄 바꿈
- 줄 바꿈 규칙